# 利氏西班牙鱂
利氏西班牙鱂為輻鰭魚綱鯉齒目鯉齒亞目瓦倫鳉科的其中一種，被IUCN列為極危保育類動物，為溫帶淡水魚，分布於歐洲希臘西北部至阿爾巴尼亞淡水流域，體長可達8公分，棲息在植被生長的水塘、沼澤，以無脊椎動物為食，因受水資源減少及外來物種的威脅而導致物種減少，可作為觀賞魚。